# آگزبرگ ایرویز
آگزبرگ ایرویز (انگلیسی: Augsburg Airways) شرکت هواپیمایی آلمانی است، که در سال ۱۹۸۰ تأسیس شد.